# Choornikkara
Choornikkara is een census town in het district Ernakulam van de Indiase staat Kerala. 

## Demografie
Volgens de Indiase volkstelling van 2001 wonen er 36998 mensen in Choornikkara, waarvan 50% mannelijk en 50% vrouwelijk is. De plaats heeft een alfabetiseringsgraad van 83%. 